# Hongqi H6
La Hongqi H6 è una vettura prodotta dalla casa automobilistica cinese Hongqi a partire dal 2023.

## Caratteristiche

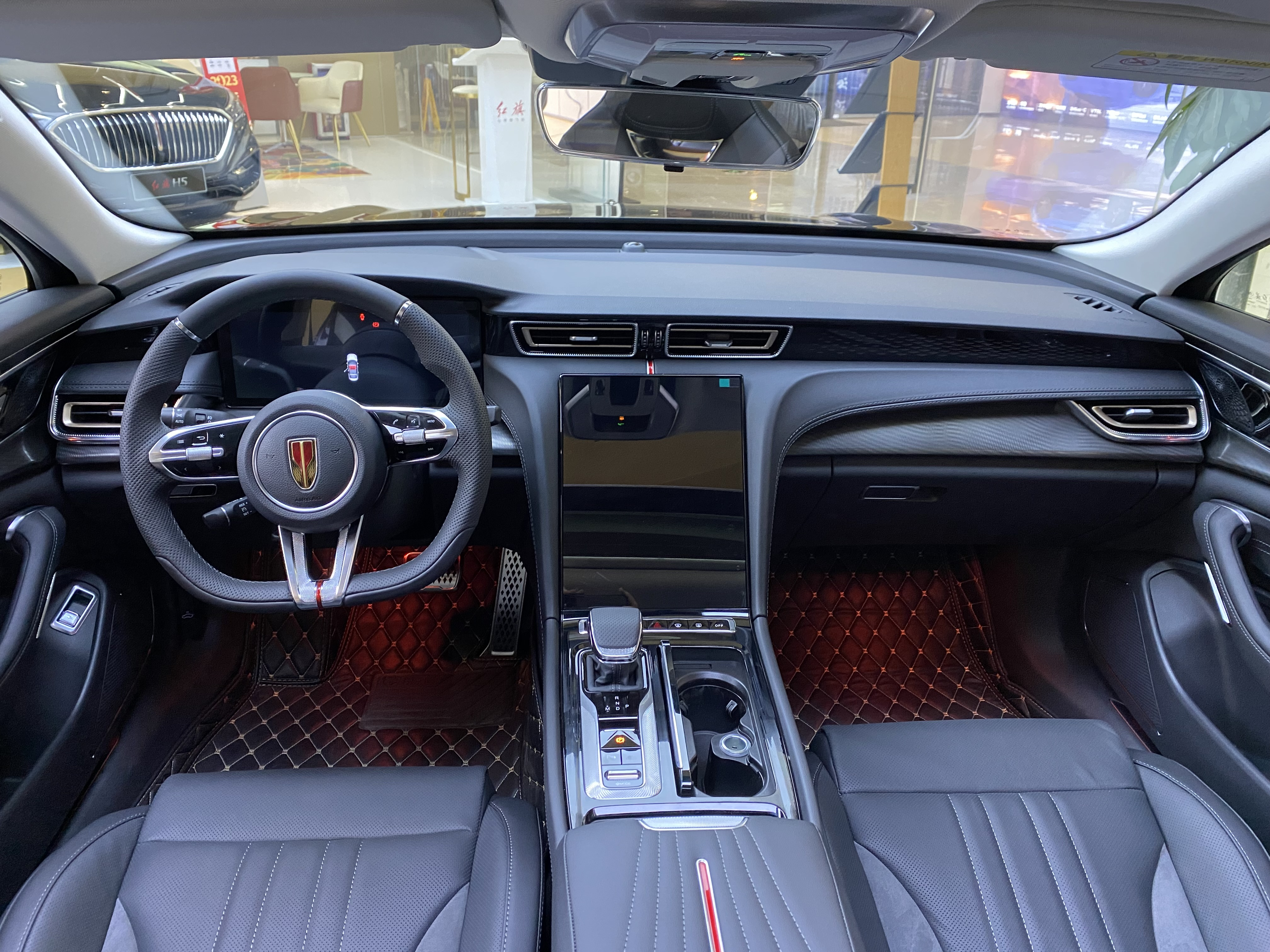
Interni

Presentata al salone di Guangzhou e in vendita a marzo 2023 inizialmente solo nel mercato cinese, la H6 è una grossa berlina a trazione anteriore alimentata al lancio da un unico motore benzina a quattro cilindri in linea turbocompresso da 2,0 litri con due livelli di potenza: la versione a base produce 165 kW e una coppia massima di 340 Nm, permettendogli di accelerare da 0 a 100 km/h in 7,8 secondi; la versione top di gamma eroga 185 kW e una coppia massima di 380 Nm, consentendole un'accelerazione da 0 a 100 km/h in 6,8 secondi. Entrambe le versioni sono abbinate al cambio automatico Aisin a 8 rapporti.
L'interno ha finiture in fibra di carbonio e presenta un quadro strumenti LCD da 12,3 pollici. È inoltre dotato di leve del cambio al volante e di un display heads-up (HUD).
L'H6 è dotato di un sistema di sospensione chiamato CDC (Continuous Damping Control), che consente al veicolo attraverso dei sensori di leggere continuamente più parametri con intervalli di 2 millisecondi, in modo tale da regolare autonomamente la rigidità degli ammortizzatori in tempo reale, migliorando il comfort di guida.